# شبیه‌سازی ساخت‌وساز و مدیریت

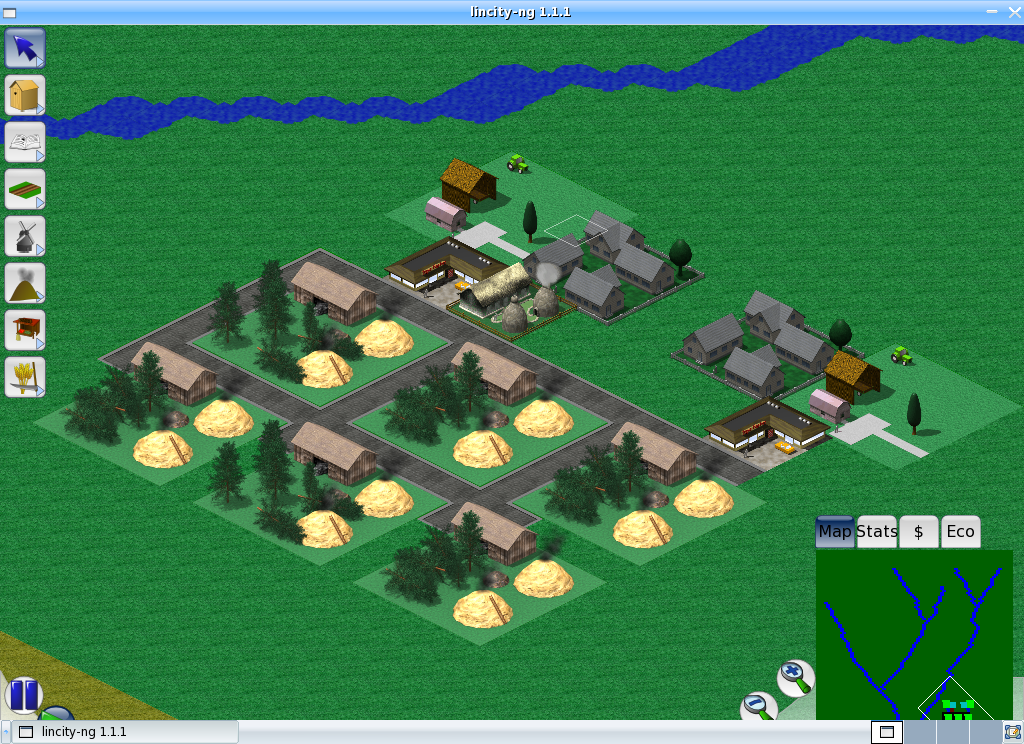
یک روستا در بازی لین‌سیتی

شبیه‌سازی ساخت‌وساز و مدیریت (به انگلیسی: Simulation of construction and management) یکی از زیرسبک‌های ژانر شبیه‌سازی است که در آن بازیکن(ها) با استفاده از منابع و ابزار های محدودی که در اختیار دارند باید یک اجتماع بسازند و آن را گسترش دهند و مدیریت کنند.

## مثال های معروف
شهر ها: خطوط چشم انداز
سیم سیتی
سیمز